# Носитель идей (альбом)
«Носитель идей» — четвёртый студийный альбом российской синти-поп группы Технология, выпущенный в 2009 году и ставший первой за последние 13 лет новой студийной работой после альбома «Это война» (1996), который был записан оставшимися участниками «классического» состава — Леонидом Величковским и Владимиром Нечитайло. Также эта пластинка стала первой, в работе над которой приняли участие Андрей Кохаев (перкуссия) и Роман Рябцев (клавишные, гитара, вокал), которые в 1993 году покинули группу.

## Список композиций
1. ctrl+alt+del (инструментальная композиция)
2. Дивный новый мир 1
3. Саморазрушение
4. Ветер 2
5. Последнее слово
6. Камни
7. Сделай так 3
8. Новый путь
9. Cлава Роботам!
10. Ode To Joy (инструментальная композиция)
11. Латекс
12. Невозможные связи
13. Ночной прохожий
14. Люди
15. Дайте огня 4
16. Outro (инструментальная композиция)

1 Основной гитарный проигрыш песни «Дивный новый мир» изначально был написан Романом Рябцевым для песни группы «Тату» «Я твой враг» (в интернете сохранилась демо-версия песни) в 1999 году, но во время работы над альбомом «200 по встречной» аранжировку песни существенно переработали и проигрыш был убран.
2 Песня «Ветер» является сольной работой Романа Рябцева, которая была написана для его второго альбома «Если я стану другим» (1995). Для альбома «Носитель идей» композиция была перезаписана в электронной аранжировке.
3 «Сделай так» построена на гармонии другой песни группы — «Set Me Free» из альбома «Всё, что ты хочешь» (1991), но с новым русскоязычным текстом.
4 «Дайте огня» является перепевкой одноимённой песни группы «Альянс».

## Состав
- Владимир Нечитайло — вокал
- Роман Рябцев — клавишные, гитара, вокал, бэк-вокал, тексты
- Андрей Кахаев — перкуссия
- Матвей Юдов — клавишные
- Алексей Савостин — клавишные, программирование